# Cevat Yerli
Cevat Yerli est un développeur de jeux vidéo allemand. Il est cofondateur, CEO et président de Crytek, un des plus grands développeurs de jeux vidéo en Allemagne. Yerli est né en Allemagne dans une famille d'immigrés turcs originaires de Giresun.
Il a fondé Crytek en 1997 et l'a officiellement transformé en une société en 1999. Ses frères, Faruk et Avni, rejoignirent Crytek respectivement en 2000 et 2001,.
Sa société a développé des jeux comme Far Cry et la série Crysis. Cevat Yerli a été directeur et producteur exécutif sur presque tous les jeux de la société.

## Vie personnelle
Cevat Yerli est né en 1978 à Cobourg, il est le plus jeune fils de Fatma et Mustafa Cevdet Yerli. Ses parents avaient déménagé dans les années 1970 comme travailleurs migrants. Yerli a trois frères et une sœur. En 1988, il a obtenu son premier ordinateur, un Commodore 64, et plus tard, il a reçu un Amiga. Lui et ses frères, Faruk et Avni, ont décidé dès le début de développer leurs propres jeux informatiques. Leur premier jeu fut une simulation de boxe thaï mais celui-ci n'a jamais été édité, l'ordinateur Amiga sur lequel il fonctionnait étant déjà obsolète. En 1997, il a fondé à Cobourg, avec ses deux frères, la société Crytek, qui fut enregistrée seulement en 1999.
Après des études en administration des affaires, il se consacra entièrement à sa société. En 2004, le premier jeu de Crytek, Far Cry, est proposé à l'éditeur Ubisoft pour être commercialisé. Le jeu a été un grand succès, avec 2,6 millions d'exemplaires vendus, et est salué par les médias spécialisés, en particulier pour ses excellents graphismes.
Cevat Yerli intervient également lors de conférences et de congrès sur le thème du jeu vidéo.